# J. C. MacKenzie
John Charles MacKenzie, detto J. C. (Peterborough, 17 ottobre 1970), è un attore canadese.

## Biografia
Cresciuto ad Ottawa, MacKenzie ha frequentato l'Università Concordia di Montréal, quindi  poco più che ventenne si iscrive all'Accademia di Musica e Arte Drammatica di Londra; vanta una corposa esperienza teatrale, svolta tra gli altri al Canadian Stage, Manitoba Theatre Centre, Teatro Plus. Si segnala di questo periodo la partecipazione al tour nazionale di Biloxi Blues di Neil Simon, che ebbe centinaia di rappresentazioni nel giro di 18 mesi.
Passa al piccolo schermo sul finire degli anni Ottanta, diventando un caratterista molto attivo con oltre 150 apparizioni in più di 40 serie televisive dal 1989. Si ritaglia uno dei ruoli principali nei cast di Murder One dell'ABC (1995-1997) nel ruolo di Arnold Spivak e in Vinyl dell'HBO (2016), dove interpreta il ruolo di Skip Fontaine.
Meno attivo sul grande schermo, vanta tuttavia alcune importanti collaborazioni, sempre da comprimario, prima in 2 film di Spike Lee (Clockers, He Got Game) quindi in 3 pellicole di successo degli anni Duemila dirette da Martin Scorsese: The Aviator, The Departed - Il bene e il male, The Wolf of Wall Street.
È sposato con la drammaturga Erin Cressida Wilson.

## Filmografia parziale

### Cinema
- Clockers, regia di Spike Lee (1995)
- He Got Game, regia di Spike Lee (1998)
- Da che pianeta vieni? (What Planet Are You From?), regia di Mike Nichols (2000)
- The Aviator, regia di Martin Scorsese (2004)
- The Assassination of Richard Nixon, regia di Niels Mueller (2004)
- The Departed - Il bene e il male (The Departed), regia di Martin Scorsese (2006)
- L'incubo di Joanna Mills (The Return), regia di Asif Kapadia (2006)
- 3 donne al verde (Mad Money), regia di Callie Khouri (2008)
- Ultimatum alla Terra (The Day the Earth Stood Still), regia di Scott Derrickson (2008)
- My One and Only, regia di Richard Loncraine (2009)
- The Wolf of Wall Street, regia di Martin Scorsese (2013)
- Molly's Game, regia di Aaron Sorkin (2017)
- The Irishman, regia di Martin Scorsese (2019)
- The Hunt, regia di Craig Zobel (2020)
- Il processo ai Chicago 7 (The Trial of the Chicago 7), regia di Aaron Sorkin (2020)
- Trappola infernale (Target Number One), regia di Daniel Roby (2020)

### Televisione
- Law & Order - I due volti della giustizia (Law & Order) – serie TV, episodio 5x06 (1994)
- Murder One – serie TV, 41 episodi (1995-1997)
- The Practice - Professione avvocati (The Practice) – serie TV, 4 episodi (1998)
- Dark Angel – serie TV (2000-2002)
- Detective Monk (Monk) – serie TV, episodio 1x07 (2002)
- CSI: Miami – serie TV, episodi 1x16-8x06 (2003-2009)
- JAG - Avvocati in divisa (JAG) – serie TV, episodio 9x21 (2004)
- Law & Order: Criminal Intent – serie TV, episodio 4x01 (2004)
- Law & Order - Unità vittime speciali (Law & Order: Special Victims Unit) – serie TV, 4 episodi (2005-2022)
- CSI - Scena del crimine (CSI: Crime Scene Investigation) – serie TV, episodio 7x08 (2006)
- 24 – serie TV, episodio 6x20 (2007)
- NCIS - Unità anticrimine (NCIS) – serie TV, episodio 4x21 (2007)
- Dexter – serie TV, episodio 4x03 (2009)
- The Mentalist – serie TV, episodio 2x16 (2010)
- Gigantic – serie TV, 5 episodi (2010)
- House of Cards - Gli intrighi del potere (House of Cards) – serie TV, episodio 1x08 (2013)
- Hemlock Grove – serie TV (2013)
- The Good Wife – serie TV, episodio 6x14 (2015)
- Vinyl – serie TV (2016)
- The OA – serie TV, episodio 1x02 (2016)
- Madam Secretary – serie TV, 8 episodi (2016-2017)
- Bull – serie TV, episodio 4x05 (2019)
- October Faction – serie TV, 10 episodi (2020)
- The Girl From Plainville – serie TV, 4 episodi (2022)
- Gaslit – serie TV, 5 episodi (2022)

## Doppiatori italiani
Nelle versioni in italiano delle opere in cui ha recitato, J. C. MacKenzie è stato doppiato da:
- Sergio Lucchetti in The Shield (ep. 3x06), Billions, Law & Order: Unità vittime speciali (ep. 23x20, 24x15)
- Mino Caprio in Ultimatum alla terra, Dexter, CSI - Scena del crimine
- Daniele Valenti in Ghost Whisperer - Presenze, Bull
- Guido Sagliocca in Law & Order: Unità vittime speciali (ep. 12x08), FBI: Most Wanted
- Enrico Di Troia in Burn Notice - Duro a morire, The OA
- Giorgio Locuratolo in Law & Order: Unità vittime speciali (ep. 7x06)
- Francesco Prando in Detective Monk
- Gaetano Varcasia in CSI: Miami (ep. 1x16)
- Sergio Di Stefano in CSI: Miami (ep. 8x06)
- Paolo Marchese ne L'incubo di Joanna Mills[2]
- Massimiliano Virgilii ne L'incubo di Joanna Mills (da giovane)[2]
- Michele D'Anca in NCIS - Unità anticrimine[3]
- Lorenzo Scattorin in Law & Order: Criminal Intent
- Antonio Palumbo in Desperate Housewives - I segreti di Wisteria Lane
- Angelo Maggi in The Shield (ep. 7x05, 7x07)
- Ambrogio Colombo in The Mentalist
- Fabrizio Temperini in Big Love
- Teo Bellia in Elementary
- Mauro Gravina in House of Cards - Gli intrighi del potere
- Franco Mannella in The Wolf of Wall Street
- Guido Di Naccio in The Irishman
- Giulio Pierotti ne Il processo ai Chicago 7
- Oreste Baldini in Gaslit